# Nemiña
Nemiña (también llamada San Cristobo de Nemiña,y llamada oficialmente San Cristovo de Nemiña) es una parroquia y lugar español del municipio de Mugía, en la provincia de La Coruña, Galicia.

## Entidades de población
Entidades de población que forman parte de la parroquia:
- Nemiña
- Queiroso
- Talón
- Vilela (Vilela de Nemiña)

## Demografía
| Gráfica de evolución demográfica de Nemiña entre 2000 y 2018 |
|                                                              |
| Datos según el nomenclátor publicado por el INE.             |